# Suors nocturnes
Les suors nocturnes o la sudoració nocturna, també anomenada hiperhidrosi nocturna (un terme mèdic per a la sudoració excessiva + nocturna - nit), és l'aparició repetida de sudoració excessiva durant el son. La persona també pot o no suar excessivament mentre està despert.
Una de les causes més freqüents de suors nocturnes en dones majors de 40 anys són els canvis hormonals relacionats amb la menopausa i la perimenopausa. Això és un fet molt comú durant els anys de transició de la menopausa. Més del 80% de les dones menopàusiques experimenten fogots, que solen incloure una sudoració excessiva.
La suor nocturna va des de ser relativament inofensiva fins a un signe de malaltia subjacent. Les suors nocturnes poden passar perquè l'ambient del son és massa càlid, ja sigui perquè el dormitori fa una calor inusual o perquè hi ha massa cobertures al llit. La suor nocturna s'ha associat amb una llarga llista de trastorns clínics. Tanmateix, hi ha molt poca evidència que recolzi recomanacions clíniques per a aquest símptoma.

## Trastorns associats
- Càncers
  - Limfoma[6][7]
  - Leucèmia[6][7]
- Infeccions
  - VIH/SIDA[6][8]
  - Tuberculosi[6][7]
  - Infecció intracel·lular per Mycobacterium avium[6]
  - Mononucleosi infecciosa[6]
  - Infeccions per fongs (histoplasmosi, coccidioidomicosi)[6]
  - Abscés pulmonar[6]
  - Endocarditis infecciosa[6]
  - Brucel·losi[9]
  - Pneumònia per Pneumocystis (la majoria de vegades - en individus immunodeprimits)
  - Variant Òmicron del SARS-CoV-2[10][11]
- Trastorns endocrins
  - Menopausa[12]
  - Insuficiència ovàrica prematura[6]
  - Hipertiroïdisme[6]
  - Diabetis mellitus (hipoglucèmia nocturna)[6]
  - Tumors endocrins (feocromocitoma, carcinoide)[6]
  - Orquiectomia[6]
- Trastorns reumàtics
  - Arteritis de Takayasu[6]
  - Arteritis temporal[6]
- Fàrmacs
  - Antipirètics (salicilats, paracetamol)[6]
  - Antihipertensius[6]
  - Esteroides anabòlics-androgènics, en particular trembolona, i nandrolona[6]
  - Dinitrofenol - un efecte secundari comú
  - Fenotiazines[6]
- Altres
  - Apnea obstructiva del son[6]
  - Malaltia per reflux gastroesofàgic[6]
  - Síndrome de fatiga crònica[6]
  - Fibromiàlgia
  - Malalties granulomatoses[6]
  - Pneumònia eosinofílica crònica[6]
  - Hiperplàsia limfoide[6]
  - Diabetis insípida[6]
  - Angina de Prinzmetal[6]
  - Ansietat[6]
  - Embaràs[6]
  - Excés d'abric al llit[6]
  - Sobreactivitat autònoma[6]
  - Malaltia inflamatòria intestinal (MII): malaltia de Crohn/colitis ulcerosa
  - Abstinència de drogues: etanol, benzodiazepines, heroïna (i altres opioides),